# Guaracara
Guaracara es una localidad de Trinidad y Tobago, que forma parte de la región de Couva-Tabaquite-Talparo.

## Geografía
La localidad abarca parte de la isla Trinidad y limita al norte con Pepper Village y Brasso Manuel Junction, al sur con Farnum Village y Piparo, al este con Brasso Manuel Junction y Piparo y al oeste con Mayo.

## Demografía
Datos demográficos de la localidad de Guaracara:
| Gráfica de evolución demográfica de Guaracara entre 2000 y 2011 |
|                                                                 |